# NGC 2950
NGC 2950 (другие обозначения — UGC 5176, MCG 10-14-32, ZWG 289.16, PGC 27765) — линзообразная галактика (SB0) в созвездии Большая Медведица.
Этот объект входит в число перечисленных в оригинальной редакции «Нового общего каталога».
Галактика содержит два бара, встроенные друг в друга, причём скорость вращения основного бара меньше, чем у второстепенного.